# Amt Lütjenburg
La comunità amministrativa di Lütjenburg (Amt Lütjenburg) si trova nel circondario di Plön nello Schleswig-Holstein, in Germania.

## Suddivisione
Comprende 15 comuni:
1. Behrensdorf (Ostsee) (627)
2. Blekendorf (1 666)
3. Dannau (597)
4. Giekau (1 010)
5. Helmstorf (302)
6. Högsdorf (409)
7. Hohenfelde (1 019)
8. Hohwacht (Ostsee) (854)
9. Kirchnüchel (186)
10. Klamp (636)
11. Kletkamp (92)
12. Lütjenburg*, Stadt (5 265)
13. Panker (1 379)
14. Schwartbuck (778)
15. Tröndel (366)

Il capoluogo è Lütjenburg.
(Tra parentesi i dati della popolazione al 31 dicembre 2021)